# Paul Schmidt (Politiker, 1856)
Paul Schmidt (* 24. Mai 1856 in Magdeburg; † 15. November 1928 ebenda) war ein deutscher Unternehmer und Mitglied des Deutschen Reichstags.

## Leben
Schmidt wurde als Sohn des Zuckerfabrikanten Albert Schmidt geboren. Bei seiner Geburt verstarb seine Mutter. Er wuchs bei seinem kinderlosen Onkel Herrmann Schmidt und dessen Ehefrau Pauline in Westerhüsen, im Wohnhaus der Familie auf dem Gelände der Zuckerfabrik Gebrüder Schmidt und Coqui auf. Schmidt besuchte von 1865 bis 1873 das Königliche Dom-Gymnasium in Magdeburg und 1880 die Schule für Zucker-Industrie in Braunschweig. Von 1873 bis 1876 absolvierte er seine Lehrzeit und von 1877 bis 1879 war er als Kaufmann in Nürnberg und Hamburg tätig. 1876/77 kam er seiner Militärpflicht nach. Zwischen 1879 und 1881 machte er eine Ausbildung in Zuckerfabriken und 1881 trat er in das väterliche Fabrik- und landwirtschaftliche Unternehmen, die Zuckerfabrik Gebrüder Schmidt und Coqui ein. Ihm oblag nach dem 1881 erfolgten Tod seines Vaters die Leitung der Zuckerfabrik. Kaufmännisch wurde das Unternehmen von seinem Bruder Gustav Schmidt geführt. 1881 heiratete Paul Schmidt Luise Riemann, die Tochter des Magdeburger Kaufmanns Eduard Riemann. Aus der Ehe gingen vier Töchter und ein Sohn hervor.
Ab 1889 war er Mitglied der Gemeindevertretung seines Wohnortes Westerhüsen und ab 1892 Mitglied der Kreissynode Buckau. Über lange Zeit lebte er an der Adresse Schönebecker Straße 3, dem späteren Alt Westerhüsen 173 und engagierte sich für die Westerhüser Kirchengemeinde Sankt Stephanus. Ab 1896 war er Vorsitzender des Zweigvereins der Zuckerindustrie für Magdeburg und Umgebung und Mitglied des Ausschusses des Vereins der Deutschen Zuckerindustrie. Ab 1902 war er Mitglied der Handelskammer Magdeburg, stellvertretendes Mitglied des Bezirks-Eisenbahnrats Magdeburg und stellvertretendes Mitglied des Landes-Eisenbahnrats.
Von Oktober 1900 bis 1907 war er Mitglied des Deutschen Reichstags für den Wahlkreis Magdeburg 6 (Wanzleben) und die Nationalliberale Partei. Von 1909 bis 1918 hatte er die Position des Patronatsältesten der Westerhüsener Kirchengemeinde inne. Auch war er Hauptmann der Landwehr sowie Vorsitzender und später Ehrenvorsitzender des örtlichen Kriegervereins.
Am 16. November 1909 brannte seine Zuckerfabrik, vermutlich nach einer Staubexplosion, nieder. Schmidt ließ selbst den Dampf von den Dampfmaschinen ab, um Schlimmeres zu verhindern. Das Wohnhaus blieb, begünstigt durch die Windrichtung, praktisch unbeschädigt. Die Zuckerfabrik wurde nicht wieder aufgebaut. 1917 veräußerte Schmidt den verbliebenen landwirtschaftlichen Betrieb.
Er bekleidete auch das Amt eines Stadtrats in Magdeburg, wohin Westerhüsen 1910 eingemeindet worden war. In den 1920er Jahren lebte er in der Zollstraße 15 im Magdeburger Stadtteil Werder.

## Ehrungen
In einem Nachruf im Evangelischen Gemeindeblatt Magdeburg-Westerhüsen wurde seine enge Verknüpfung mit der Geschichte Westerhüsens gewürdigt und sein vor seinem Ableben bereits erfolgter Wegzug als Verlust des Mittelpunktes des gesellschaftlichen Lebens bedauert.